# ブティックホテル

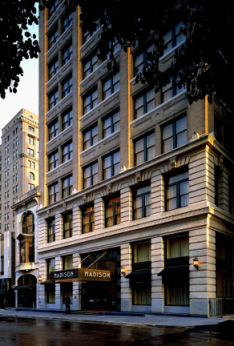
メンフィスにある110部屋の Madison Hotel

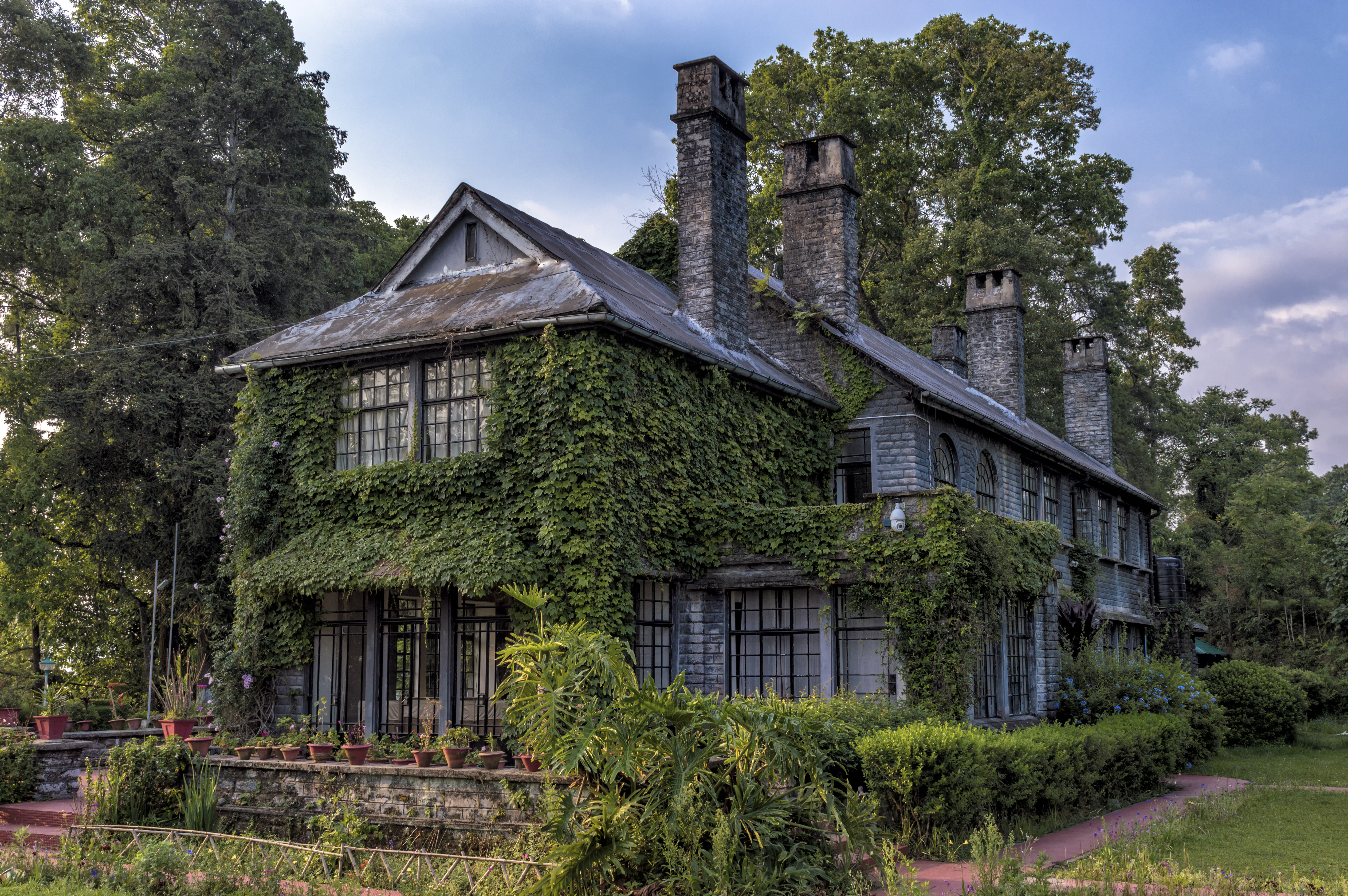
Morgan House はインドのカリンポンにある植民地時代の邸宅がブティックホテルに改装されたものである

ブティックホテル（英: boutique hotel）とは、客室数が10～100室程度と比較的、規模が小さいながらも、独創性が溢れる独特なデザインやサービス等を売りにしているテーマ性のあるホテルのこと。

## 概要
独創的で店舗ごとに異なるコンセプトと高いクリエイティビティをセールスポイントに持ち、そのカテゴリーが提起された当初は10室から100室ほどの客室を有するホテルを称していた。ブティックホテルは、独立系のオーナーによる経営スタイルが多く、一貫したコンセプト、細部に至るまで徹底したクリエイティブのこだわりが見られ、高品質・高価格帯である。また、運営をマニュアルで縛ることなくチェーン展開されている。近年、大自然の中に位置する「アドベンチャーブティック」や、「ブティックリゾート」と呼ばれる大型リゾートなど、ブティックホテルは多くのカテゴリーに細分化し、その規模や客室数による明確な分類はされなくなってきた。ブティックホテルのカテゴリーは今後さらにユニークな広がりを見せることが予想され、世界のホテル業界を牽引するホテルカテゴリーとして期待されている。

## 歴史
拡大するコト消費の需要拡大に伴い、ホテルマーケットも変化した。その中で生まれたのが、1980年頃に登場した新たなホテルカテゴリー「ブティックホテル」である。パリ、ロンドン、ニューヨーク、サンフランシスコなどの日本国外の主要都市では、1980年代にブティックホテルが登場した。最初のブティックホテルは、1984年にイアン・シュレーガーとスティーブ・ルベルが創設したモーガンズホテルであり、ブティックホテルという言葉は、「ブティック」になぞらえてルベルによって造られた。近年では、国際的なホテルチェーンが豪華なブティックホテルをサブブランドに持ち、この市場の成長を促進する動きが注目されている。

## 特徴
多くのブティックホテルは、テーマ性のあるスタイリッシュでこだわりのあるインテリアが特徴。ブティックホテル人気に対して、マーケットシェアの拡大を狙う外資系ホテル企業も影響を受けている。アメリカではマンハッタンを中心としたニューヨーク市内にたくさんのブティックホテルが集まる。ブティックホテルはロンドン、ニューヨーク、マイアミ、ロサンゼルスに多く、世界中に広がりつつある。それ以外ではリゾート地にもスパ、ヨガや絵画教室や、その土地でしか体験できないアクティビティを売りにしたブティックホテルなどがある。

## 日本
近年は、2017年に渋谷区でテイクアンドギヴ・ニーズの子会社が「トランクホテル」、2020年6月に京都市でエースホテル、2024年1月に札幌市でアコーホテルズの上級ブティックホテルブランドであるホテル創成札幌 Mギャラリーがそれぞれ開業した。
日本で「ブティックホテル」は、ラブホテルの婉曲表現としてラブホテルや偽装ラブホテルなどを意味する場合も多い。